# Escoliosi
L'escoliosi (en alguns casos anomenada gepa severa), és la deformació de la columna vertebral caracteritzada per una desviació o curvatura anormal, la qual es pot donar en sentit lateral o longitudinal. Normalment, implica una rotació vertebral.

## Classificació
L'escoliosi es classifica en tres grans grups segons el motiu que la causa:
- Escoliosi paralítica o neuromuscular : Associada generalment a atròfies musculars, paràlisis cerebrals, malformacions de la medul·la espinal i altres atròfies.
- Escoliosi congènita : Associada generalment a malformacions vertebrals
- Escoliosi idiopàtica : És el cas més abundant d'escoliosi i se'n desconeix la causa que la provoca. Depenent de l'edat en què es diagnostiqui, l'escoliosi idiopàtica es classifica en tres grups:
  - Escoliosi infantil: Diagnosticada a partir naixement fins als 3 primers anys de vida
  - Escoliosi juvenil: Diagnosticada entre els 4 i els 10 anys
  - Escoliosi de l'adolescent: Diagnosticada a la pubertat (entre els 11 i els 17 anys). És més freqüent en nenes que en nens amb una relació de 7:1

## Factors de risc
- Edat: Adolescència (a partir dels 10 anys)
- Membres de la família que hagin tingut escoliosi
- Pubertat tardana i menarquia tardana en les noies

Escoliosi

## Símptomes
- Muscles desparellats
- Espatlles notablement desnivellades
- Clavícules, costelles o omòplats prominents (en el cas dels omòplats, un més que l'altre)
- Cintura desparellada
- Malucs elevats
- Inclinació cap a un costat. A conseqüència, el cap NO està centrat sobre la pelvis
- Dolor crònic en l'esquena (generalment si es deixa sense tractar durant diversos anys)

## Diagnòstic
Interrogatori mèdic sobre els seus símptomes i historial clínic del pacient, i examen físic. El metge examinarà el següent per a constatar la presència de corbes o asimetries: 
- Esquena (maniobra d'Adams)
- Músculs
- Pit
- Pelvis
- Cames (existeix la possibilitat que el pacient en tingui una més llarga que l'altra)
- Peus
- Pell

Les persones afectades per aquesta malaltia poden tenir també casos de malformació d'Arnold-Chiari.

## Altres proves i mètodes de diagnòstic
- Raigs X
- Mesurament de la corba: el metge estima l'angle de la corba. En general, les corbes amb un angle superior a 20 graus requereixen tractament ortopèdic. Els metges classifiquen les corbes de la columna per la seva ubicació, forma, patró i causa, utilitzant aquesta informació per a decidir com tractar l'escoliosi.
- Delegació a un metge especialitzat.

Escoliosi 40⁰

## Tractament[2]
El tractament persegueix dos objectius: El primer és educar les conductes posturals del pacient mitjançant tractament funcional i el segon és corregir o pal·liar la desviació.

### Tractament funcional
El tractament funcional té com a missió primordial millorar la condició física i l'equilibri.
- Cinesioteràpia
- Esport: es recomana la natació
- Electroestimulació
- Cotilles: quan la curvatura és superior a 20 graus

### Tractaments correctors
Els tractaments correctors persegueixen la correcció de la desviació mitjançant cirurgia. Aquest s'aplica quan el grau d'escoliosi o la predicció de progressió ho indiquen com a recomanable. Usualment s'aplica en pacients que pateixen una curvatura igual o superior a 40 graus.